# Valentina Pollarolo
Valentina Pollarolo Güiraldes (Santiago, 20 de febrero de 1971) es una actriz, dramaturga y guionista de televisión chilena.

## Biografía
Es hija de Juan Carlos Pollarolo Villa y de Ximena Güiraldes Camerati. Por su lado paterno, es sobrina de Fanny Pollarolo Villa; médico psiquiatra y exDiputada de la República de Chile, y de Gloria Pollarolo Villa; productora de televisión. Por su lado materno, es sobrina de la escritora Ana María Güiraldes y prima del escritor y guionista, José Ignacio Valenzuela Güiraldes.
Estudió Licenciatura en Artes con mención en Estética en la Pontificia Universidad Católica de Chile. 

## Carrera
Con tan solo 18 años, se inició en televisión con un breve rol en la miniserie Teresa de los Andes (1989), dirigida por Vicente Sabatini. Su acercamiento a las telenovelas se produjo por su tía Gloria Pollarolo, quien ejercía como coordinadora de producción en TVN. 
A pesar de no tener un representante, Pollarolo consiguió varias audiciones e impresionó al director Ricardo Vicuña, quien le ofreció un papel en Acércate más (1990). Luego de ello, la actriz tuvo un papel secundario en Ámame (1993), que tuvo una respuesta crítica positiva, donde compartió escenas con Sonia Viveros, quien interpretó a su madre ficticia. Poco después, fue seleccionada para interpretar a Bárbara en Rompecorazón. Aunque inicialmente se tenía pensado que solo apareciera en un rol menor, su actuación llamó la atención de los productores y fue ascendida inmediatamente al elenco principal. Su permanencia en el reparto del director Vicente Sabatini se extendió por tres años, en los que grabó también Estúpido cupido (1995) y Sucupira (1996). 
Tras su salida de TVN, consiguió un papel en la telenovela de Canal 13 Playa salvaje (1997), la cual recibió elogios de la crítica, de la prensa y la actriz recibió mucha publicidad posteriormente y es citada a menudo como una de la actrices más populares. Ocasionalmente fue invitada caracterizada de su papel en diversos episodios de Viva el lunes, conducido por Cecilia Bolocco y con Chayanne como invitado. Más tarde repitió su papel como Paola Cárcamo en Los Cárcamo, segunda y tercera parte de la serie. Reafirmó su condición de estrella emergente gracias a su papel protagonista en el spin-off. 
En 2001 le dio un descanso en la pantalla chica para concretar su postergado debut en teatro con Tres noches de un sábado, bajo la dirección de Andrés Céspedes. Al año siguiente estuvo en la producción chilena-argentina Buen partido, que significó su retiro del género.
En 2012 reaparece en televisión como protagonista de la serie de Vía X, Pic Nic, interpretando a Amanda Ericsson, una novia que tras un rechazo se ve enfrentada al mundo de la soltería. Este sería el último trabajo como actriz en televisión.
En 2015 participó escribiendo Preciosas en Canal 13, pero fue levantada por TVN para integrarse el equipo de Un diablo con ángel. En 2019 llega a Mega como parte del equipo guionista de Juegos de poder, y luego fue una de las guionistas de Amar profundo. En 2022 fue coguionista de la serie Donde hubo fuego de Netflix.
Además, es autora de una obra de teatro llamada Juan, un relato imaginario que se presentó en Centro Mori.

## Vida personal
A sus 17 años de edad, apareció en la franja del No en el Plebiscito nacional de Chile en 1988. Tras vivir en República Checa, volvió a Chile y se dedica a la locución: fue conductora de Radio Activa, y voz institucional de La Red.

## Filmografía

### Cine
| Año  | Título      | Papel       | Director     |
| ---- | ----------- | ----------- | ------------ |
| 2003 | El nominado | Mujer Carpa | Nacho Argiró |
| 2005 | Secuestro   | Sonia       | Gonzalo Lira |

### Telenovelas
| Año  | Título          | Papel                     | Cadena              |
| ---- | --------------- | ------------------------- | ------------------- |
| 1990 | Acércate más    | Anita Rosado              | Canal 13            |
| 1993 | Ámame           | Constanza Castellot Valle | Televisión Nacional |
| 1994 | Rompecorazón    | Bárbara Castro Garay      | Televisión Nacional |
| 1995 | Estúpido cupido | Pamela Manterola          | Televisión Nacional |
| 1996 | Sucupira        | Rocío Ureta               | Televisión Nacional |
| 1997 | Playa Salvaje   | Paola Cárcamo Negrete     | Canal 13            |
| 1998 | Marparaíso      | Roxana Campos             | Canal 13            |
| 1999 | Cerro Alegre    | Fernanda García Domínguez | Canal 13            |
| 2000 | Corazón Pirata  | Lorna Sánchez             | Canal 13            |
| 2002 | Buen Partido    | Marisol Marambio          | Canal 13            |

### Series
| Año       | Título               | Papel                 | Cadena              |
| --------- | -------------------- | --------------------- | ------------------- |
| 1989      | Teresa de los Andes  | Luisa Vial            | Televisión Nacional |
| 1996      | Los Venegas          |                       | Televisión Nacional |
| 1995      | Juani en sociedad    | Juana Ariztía Möller  | La Red              |
| 1997-1998 | Teatro en Canal 13   | varios                | Canal 13            |
| 1998-1999 | Los Cárcamo          | Paola Cárcamo Negrete | Canal 13            |
| 2004      | Quiero               | Claudia Inostroza     | Canal 13            |
| 2005      | Heredia & Asociados  | Blandish              | Televisión Nacional |
| 2005      | El día menos pensado | Adriana               | Televisión Nacional |
| 2005      | La Nany              | Liliana               | Mega                |
| 2007      | Herederos            |                       | Televisión Nacional |
| 2012      | Pic Nic              | Amanda Ericsson       | Vía X               |

## Guiones de televisión

### Historias originales
- Como la vida misma (2023)
- Dime quién fue (2017)

### Colaboraciones
- Donde hubo fuego (2022) - Original de José Ignacio Valenzuela
- Amar profundo (2021) - Original de Jonathan Cuchacovich
- Juegos de poder (2019) - Original de Luis Ponce
- Amar a morir (2018) - Original de Carlos Espinoza
- Un diablo con ángel (2016) - Original de Marcelo Castañón
- Preciosas (2016) - Original de Catalina Calcagni

### Adaptaciones
- De brutas, nada (2022)
- Los años dorados (2015) - Jefa de adaptación Luz Croxatto